# Bertil Widerberg
Curt Bertil Widerberg, född 31 maj 1925 i Lund, död 21 januari 1992 i Malmö Sankt Petri församling, var en svensk journalist och författare.
Widerberg kom redan som barn till Malmö och var sedan 1940-talet verksam som journalist på Sydsvenska Dagbladet. Han skrev ofta om Malmös historia och bedrev även författarskap om Malmö och Skåne.